# Fisco (ciudad)
Fisco (griego, Φυσκεῖς) fue una antigua ciudad griega de los locrios ozolios. 
Una tradición mencionada por Plutarco señala que fue una de las dos ciudades, junto con Eantea, fundadas en el territorio de Lócrida Ozolia por colonos conducidos por Locro, hijo de Fiscio.
Se conserva una inscripción que indica que esta ciudad llegó a ser capital de la federación de los locrios ozolos. Estaba situada en el lugar de la localidad moderna de Malandrino.